# Chlorocypha hasta
Chlorocypha hasta é uma espécie de libelinha da família Chlorocyphidae.
É endémica da Tanzânia.